# Андреева, Мария Ивановна
Мари́я Ива́новна Андре́ева (1927 — 14 января 2004) — передовик советского сельского хозяйства, звеньевая колхоза «Революция» Тельченского района Орловской области. Герой Социалистического Труда (12.03.1949).

## Биография
Родилась в 1927 году в деревне Шашкино Орловского уезда Орловской губернии, ныне — Мценского района Орловской области, в крестьянской семье. Русская.
В годы Великой Отечественной войны семья Андреевых уехала в город Серпухов (Московская область) к родственникам. Здесь 14-летняя Мария помогала санитаркам в госпитале ухаживать за ранеными и больными. В 1943 году она была тяжело ранена, но молодой организм смог справиться и достаточно быстро восстановиться.
После освобождения родной деревни от оккупации семья вернулась домой. Их встретила разруха, многие дома и строения были уничтожены. Вступила в колхоз «Революция» Тельченского района с 1957 года — Мценского района. С подругой Екатериной Абросимовой работала звеньевой на опытном участке для выращивания конопли.
Полученные звеньями девушек урожаи были небывало высокими для колхоза. Так, в 1948 году на своём участке в 2 гектара звено Андреевой собрало высокий урожай: конопли 11,8 центнера и семян 11,5 центнера с гектара.
Указом Президиума Верховного Совета СССР от 12 марта 1949 года за получение высоких урожаев волокна и семян махорки и конопли при выполнении колхозами обязательных поставок и контрактации по всем видам сельскохозяйственной продукции, натуроплаты за работу МТС в 1948 году и обеспеченности семенами всех культур в размере полной потребности для весеннего сева 1949 года Андреевой Марии Ивановне присвоено звание Героя Социалистического Труда с вручением ордена Ленина и золотой звезды «Серп и Молот».
Участница Выставки достижений народного хозяйства.
В 1950 году руководством колхоза направлена на учёбу в областную партийную школу. Успешно окончив её, девушка пришла работать инструктором в Мценский райком ВКП(б)/КПСС. Долгие годы заведовала отделом кадров автобазы, избиралась секретарём партийного бюро.
Последние годы трудовой жизни были отданы заводу «Коммаш». Будучи начальником отдела кадров, она активно участвовала в переходе предприятия на выпуск новой продукции. Пользовалась авторитетом и уважением у коллег.
Жила в городе Мценск.
В 1996 году Постановлением главы администрации г. Мценска на основании ходатайства трудового коллектива завода «Коммаш» Марии Ивановне Андреевой присвоено звание «Почётный гражданин города Мценск».
Умерла 14 января 2004 года.
В Мценске на доме, где жила М. И. Андреева, установлена мемориальная доска.

## Награды
- Медаль «Серп и Молот» (12.03.1949);
- Орден Ленина (12.03.1949).

- Медаль «За трудовое отличие»
- Медаль «В ознаменование 100-летия со дня рождения Владимира Ильича Ленина» (6 апреля 1970)
- Медаль «Ветеран труда»
- медали ВДНХ СССР
- и другими
- Отмечена грамотами и дипломами.